# متحف الفن الميلووكي

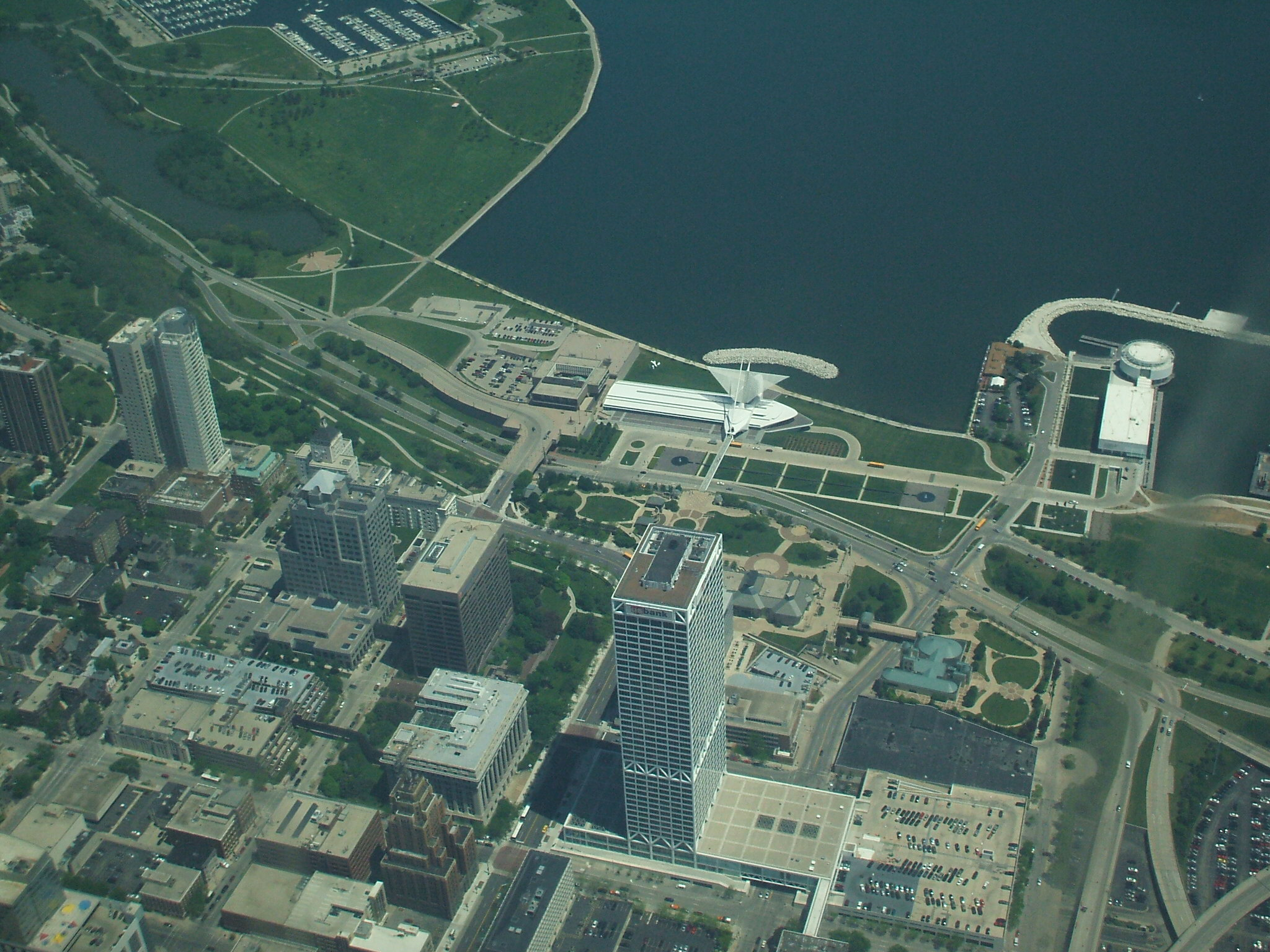
متحف الفن الميلووكي ، صورة جوية للموقع

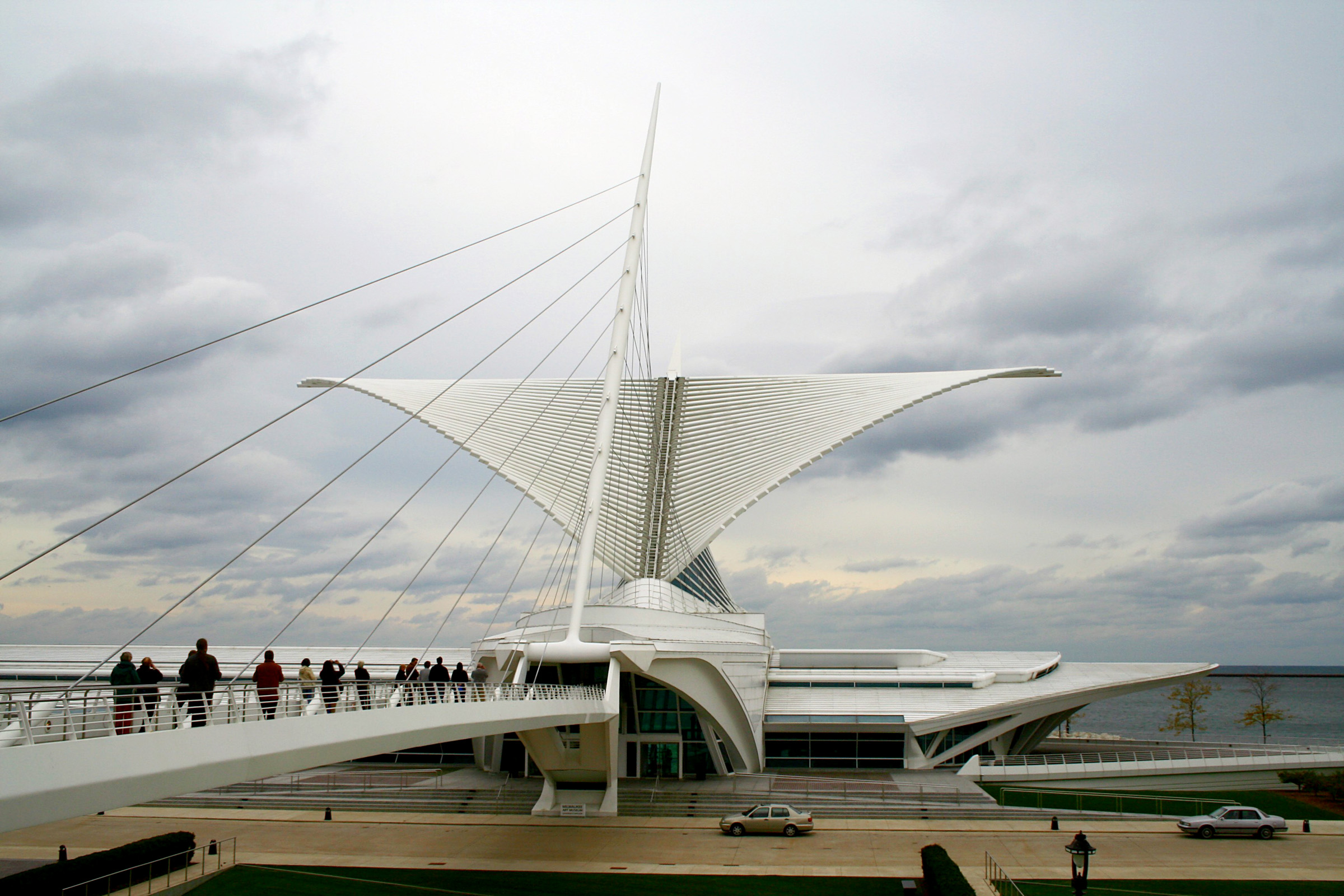
متحف الفن الميلووكي

متحف الفن ميلووكي (Milwaukee Art Museum (MAM)) يقع على بحيرة ميشيغان في ميلووكي، ويسكونسن.
بدءا من حوالي 1872 ، تم تأسيس العديد من المنظمات من أجل تحقيق معرض فني لميلووكي، وكانت المدينة لا تزال مينائية مع عدد ضئيل أو معدوم من الأماكن الرئيسية لعقد معارض فنية.

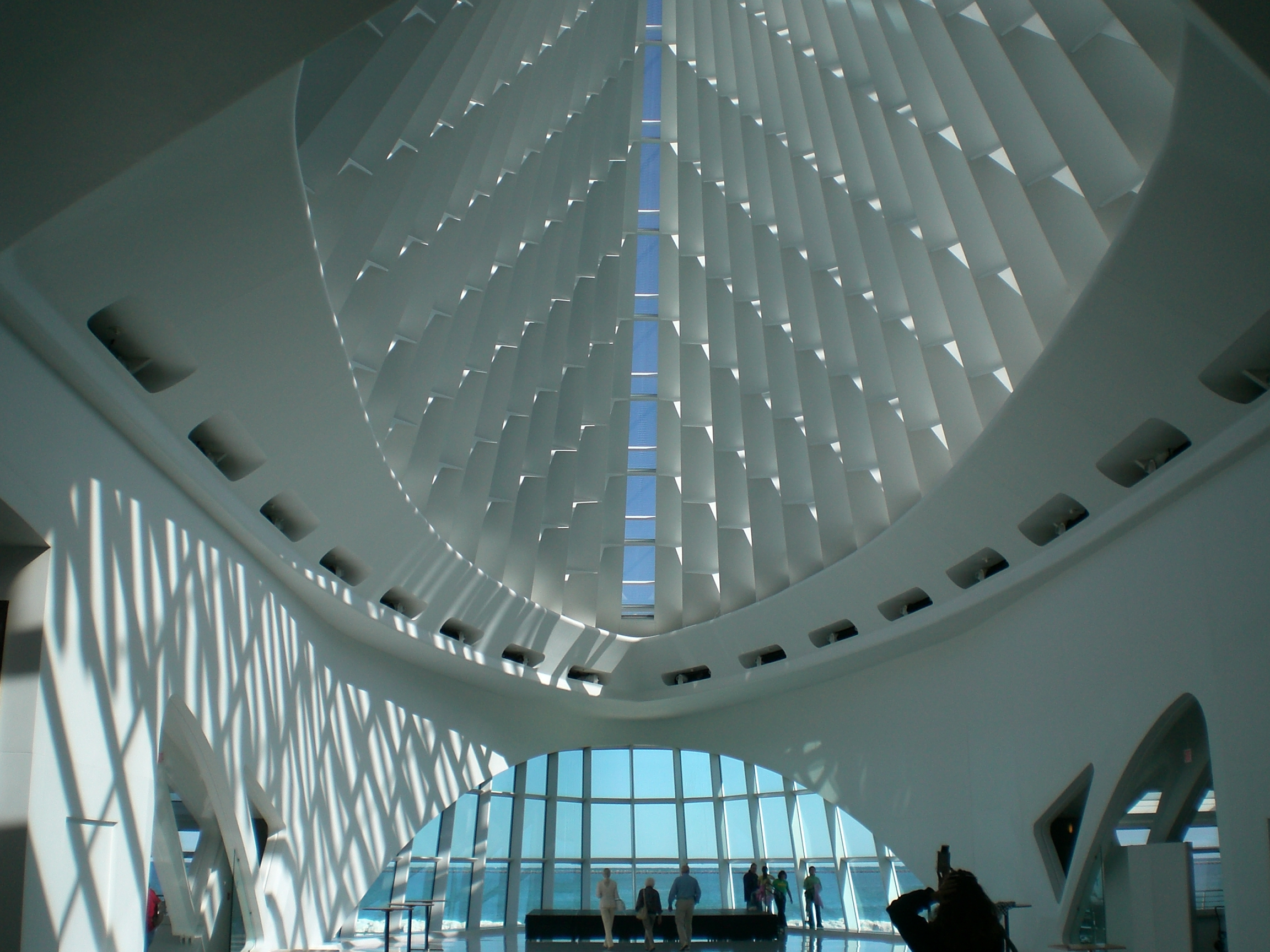
منظر داخلي للمتحف

## المركز التذكاري للحرب
المركز التذكاري للحرب (War Memorial Center) ، الذي أنجز في عام 1957، صممة المهندس المعماري الأمريكي سارنيين، لإيجاد مكان جديد للمجموعات الفنية. أشيد بتصميمة المبتكر في استخدام الفضاء؛ مجلة تايم وصفتة بأنه واحد من أروع أمثلة العمارة الحديثة التي عملت لأغراض مدنية."

## جناح كوادراتشي
مؤخرا شيد بناء جديد «جناح كوادراتشي» (Quadracci Pavilion) لمتحف الفن ميلووكي والذي حظى على اعتراف دولي، صممه سانتياغو كالاترافا (أول مشروع أنجزة في الولايات المتحدة) ، افتتح في 4 مايو 2001.
- جناح كوادراتشي يبدو نحت رشيق، من طراز بعد الحداثة ويبرز كبناء كاتدرائي رائع ذو سقف يتأرجح في الفضاء.
- الهيكل على شكل أجنحة، طول الجناح=217 قدم(66,1416 m) يفتح خلال النهار، ويتقوس في الليل وأثناء العواصف. هذة ألأجنحة أصبحت رمز لمدينة ميلووكي. بالإضافة إلى معرض الأعمال الفنية المؤقتة، هناك متجر ومطعم ومقهى.

- ارتفاع السقف الزجاجي = 90 قدم

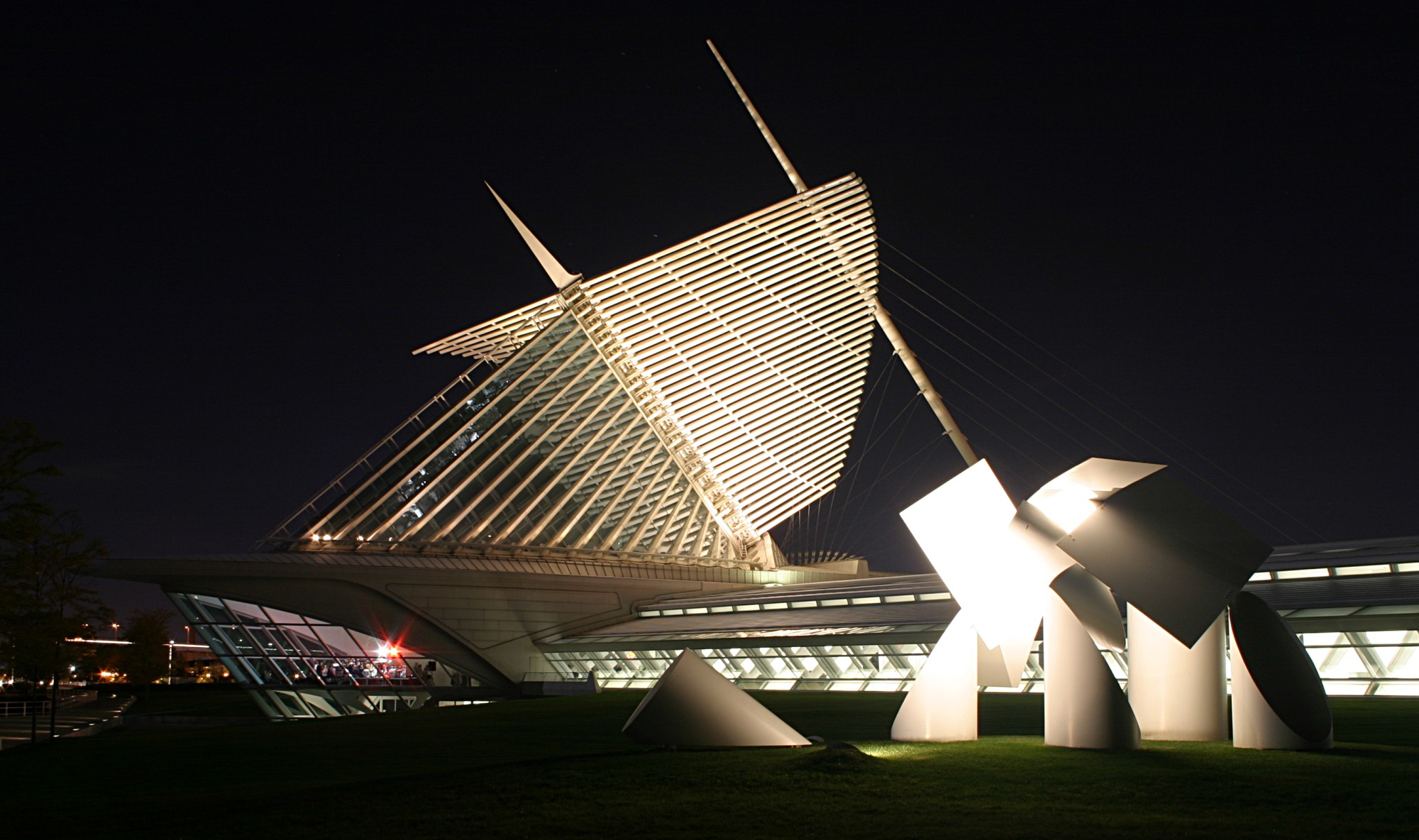
)منظر خارجي للمتحف ليلا (من جهة الشمال)

- جسر للمشاة معلق يربط المتحف بالمدينة.

## حديقة كوداهي

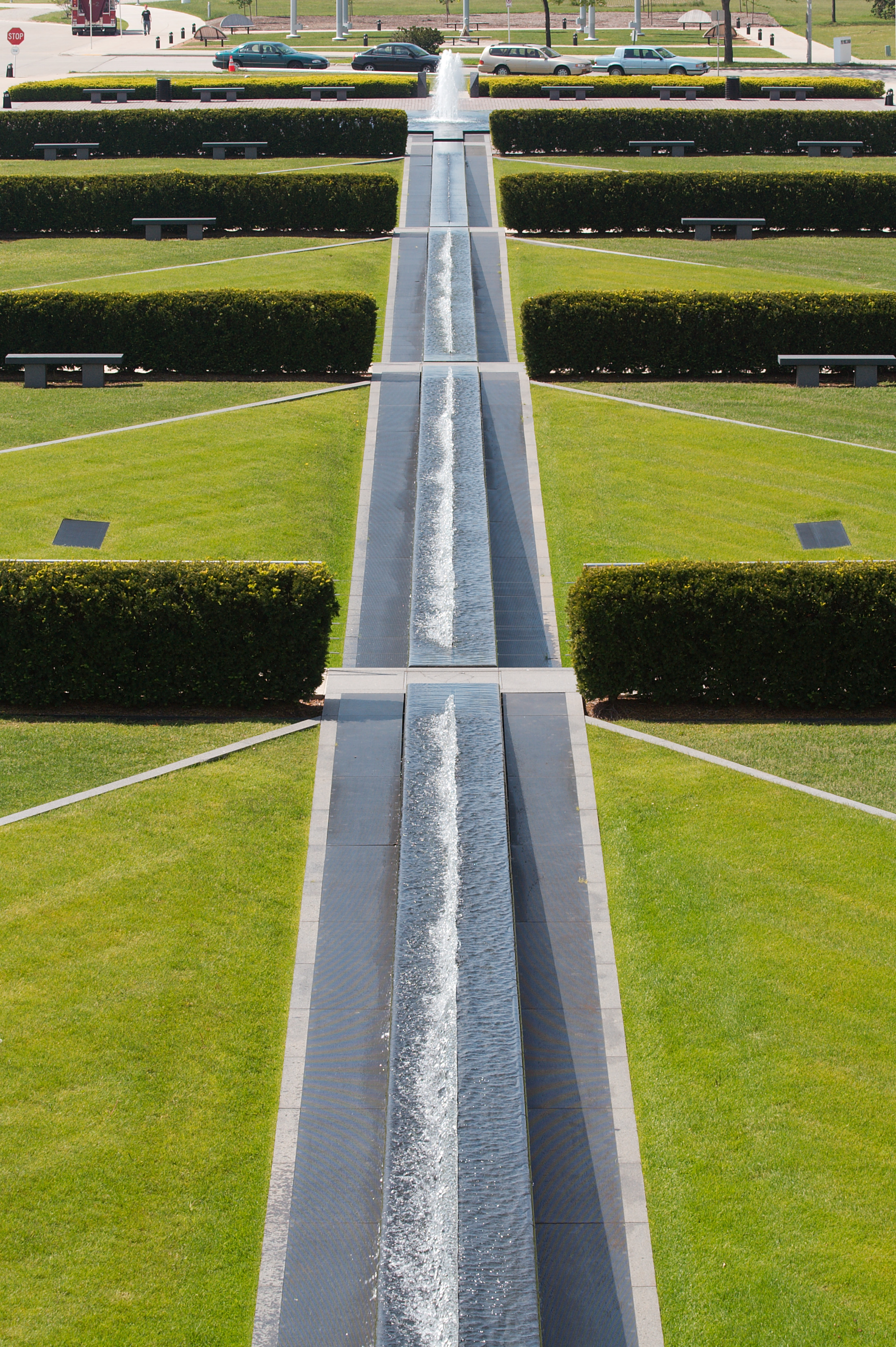
حديقة كوداهي (Cudahy Gardens)

أعيد تصميم المساحة الخارجية للمتحف بحيث تكون متصلة مع قاعة كوادروتشي بشبكة من الحدائق والميادين، والنافورات صمم المشهد المعماري دان كايلي الذي هو معروف بالأشكال الهندسية في تصميم المناظر الطبيعية. هنا استخدمت شبكة من حدائق مقسومة بأسياج نباتية وينابيع خطية في الساحة الأمامية للمتحف. تصميم ساحة المدخل ساحة كايلي أستوحت من الخطوط الواضحة لمشروع المتحف التي ترمي إلى تجميع القوى المحركة للمدينة، للبناء، وللبيئة الطبيعية.

## وصلات خارجية
- The Milwaukee Art Museum

Kahler Slater Architects (project architect)*
Santiago Calatrava*